# Ardio
Ardio es el nombre de una variedad cultivar de manzano (Malus domestica). Esta manzana es originaria de Galicia, está cultivada en la colección de árboles frutales y banco de germoplasma de Mabegondo con el Nº 8; ejemplares procedentes de esquejes localizados en Santiago de Landoi, parroquia del municipio de Cariño (La Coruña).

## Sinónimos
- "Manzana Ardio",[4][5]
- "Maceira Ardio".

## Características
El manzano de la variedad 'Ardio' tiene un vigor vigoroso, productivo. Tamaño grande y porte erguido.
Época de inicio de brotación a partir del 14 de abril y de floración a partir de 29 de abril.
Las hojas tienen una longitud del limbo de tamaño corto, con la máxima anchura del limbo ancha. Longitud de las estípulas es corta y la máxima anchura de las estípulas es media. Denticulación del borde del limbo es ondulado, con la forma del ápice del limbo mucronado y la forma de la base del limbo es cordiforme. Con subestípulas presentes.
Sus flores tienen una longitud de los pétalos corta, anchura de los pétalos es media, disposición de los pétalos en contacto entre sí, con una longitud del pedúnculo media.
La variedad de manzana 'Ardio' tiene un fruto de tamaño medio, de forma plana-globosa, de color amarillo, con chapa lavada, y de intensidad pálida. Epidermis de textura suave, con pruina en su superficie, y con presencia de cera débil. Sensibilidad al "russeting" (pardeamiento áspero superficial que presentan algunas variedades) muy poco sensible. Con lenticelas de tamaño pequeño.
Los sépalos están dispuestos parcialmente replegados, y superpuestos en su base; su fosa calicina es poco profunda de una anchura estrecha. Pedúnculo de grosor estrecho y de longitud largo, siendo la cavidad peduncular de una profundidad poco profunda y de anchura estrecha. Con pulpa de color blanca, de firmeza es intermedia y textura intermedia; su jugosidad es intermedia con sabor de acidez media, y poco aromática.
Época de maduración y recolección a partir del 24 de septiembre. 'Ardio' es una manzana que su destino es la conservación de esta variedad en el banco de germoplasma de Mabegondo como reserva genética.

## Susceptibilidades
- Oidio: ataque medio
- Moteado: no presenta
- Raíces aéreas: ataque fuerte
- Momificado: no presenta
- Pulgón lanígero: no presenta
- Pulgón verde: ataque fuerte
- Araña roja: no presenta
- Chancro del manzano: no presenta[3]